# Jaina Lee Ortiz
Jessica Ortiz (Monterrey, California; 20 de noviembre de 1986) más conocida profesionalmente como Jaina Lee Ortiz, es una actriz y bailarina estadounidense de origen puertorriqueño, famosa por interpretar a Andrea "Andy" Herrera, personaje que se da origen de la serie Grey's Anatomy que más tarde sería protagonista del spin off del drama médico Station 19.

## Biografía
Jessica Ortiz nació en  Monterrey,California el 20 de noviembre de 1986. Es la única hija de padres puertorriqueños, Joe Ortiz, un detective de primer grado retirado del Departamento de Policía de Nueva York y Daisy Sara Acevedo. Fue criada en El Bronx, Nueva York.

## Carrera
Empezó su formación en el baile a la edad de nueve tomando clases de Salsa / Mambo, y a la edad de 15,  empezó a enseñar. Al año siguiente, Ortiz viajaba internacionalmente como intérprete e instructora profesional
Ortiz obtuvo sus inicios en actuación como suplente al aparecer en películas estudiantiles. Luego estudió dos años en Maggie Flanigan Studios, donde aprendió la técnica Meisner. En 2009, Ortiz audicionó y fue incluida en el elenco de la segunda temporada del reality de VH1, Scream Queens, donde ella y nueve otras aspirantes a actrices compitieron en retos basados en actuación por la oportunidad de ganar el premio de un papel en una próxima película. El espectáculo estrenó el 2 de agosto de 2010 y en la temporada final, Ortiz fue nombrada primera subcampeona.
En el 2013, Jaina obtuvo un papel regular en la serie El Después, producida por creador de Expediente X, Chris Carter. El piloto, el cual empezó a publicarse vía Amazon en febrero de 2014, recibió respuestas positivas y estuvo promocionado como serie. Aun así, el 5 de enero de 2015, los Estudios de Amazon anunciaron que ya no seguirían con la serie. Dos meses más tarde, Ortiz fue incluida en el elenco de Rosewood en un rol femenino principal, junto a Morris Chestnut. El piloto dio luz verde a la serie en mayo del 2015. Rosewood  se estrenó el 23 de septiembre de 2015 por Fox.

## Filmografía

### Cine
| Año  | Película          | Personaje    | Notas            |
| ---- | ----------------- | ------------ | ---------------- |
| 2004 | Sad Spanish Song  | Spanish Rice | Papel Secundario |
| 2008 | High Voltage      | Bailarina    | Cortometraje     |
| 2012 | Misfire           | I.C.         | Papel Principal  |
| 2013 | Laid Out          | Daniela      | Cortometraje     |
| 2017 | Girls Trip        | Ella misma   | Papel Secundario |
| 2023 | Righteous Thieves | Lucille      |                  |
| 2023 | The Long Game     | Lucy Peña    |                  |

### Televisión
| Año       | Título         | Personaje                     | Notas                                       |
| --------- | -------------- | ----------------------------- | ------------------------------------------- |
| 2010      | Scream Queens  | Ella misma                    | Participante; acreditada como Jessica Ortiz |
| 2012      | The Shop       | Petrona                       | 6 episodios                                 |
| 2014      | The After      | Marly                         | Película para televisión                    |
| 2015–2017 | Rosewood       | Detective Annalise Villa      | Papel Principal; 44 episodios               |
| 2016-2017 | Shooter        | Angela Tio                    | 4 episodios                                 |
| 2018-2024 | Station 19     | Capitán Andrea "Andy" Herrera | Papel principal; 105 episodios              |
| 2018-2022 | Grey's Anatomy | Capitán Andrea "Andy" Herrera | Invitada Especial; 5 episodios              |